# Kanaris (L-53)
El Kanaris (L-53) fue un destructor de la clase Hunt de la Armada Griega.

## Historia
HMS Hatherleigh fue puesto en gradas el 12 de diciembre de 1940 y botado el 18 de diciembre de 1941. Incorporado por la Armada Griega el 27 de julio de 1942, pasó a llamarse HS Kanaris (L-53), en honor al almirante Konstantinos Kanaris (1790-1877).